# Daria Gueloshvili
Daria Gueloshvili (13 de mayo de 2007) es una deportista rusa que compite en natación sincronizada. Ganó dos medallas de plata en el Campeonato Mundial de Natación de 2025, en las pruebas equipo técnico y rutina acrobática.

## Palmarés internacional
| Campeonato Mundial | Campeonato Mundial  | Campeonato Mundial | Campeonato Mundial |
| Año                | Lugar               | Medalla            | Prueba             |
| ------------------ | ------------------- | ------------------ | ------------------ |
| 2025               | Singapur (Singapur) | Medalla de plata   | Equipo técnico     |
| 2025               | Singapur (Singapur) | Medalla de plata   | Rutina acrobática  |